# Gmina Zakroczym
Die Gmina Zakroczym ist eine Stadt-und-Land-Gemeinde im Nowodworski der Woiwodschaft Masowien in Polen. Ihr Sitz ist die gleichnamige Stadt mit etwa 3200 Einwohnern.

## Geographie
Die Gemeinde liegt 30 Kilometer nordwestlich von Warschau. Nachbargemeinden sind Czosnów, Czerwińsk nad Wisłą, Joniec, Leoncin, Nasielsk, Nowy Dwór Mazowiecki, Pomiechówek und Załuski. Ihre Südgrenze wird durch die Weichsel gebildet.

## Geschichte
Die Landgemeinde wurde 1973 aus verschiedenen Gromadas gebildet. Stadt- und Landgemeinde wurden 1990/1991 zur Stadt-und-Land-Gemeinde zusammengelegt. Ihr Gebiet gehörte bis 1975 zur Woiwodschaft Warschau. Es kam dann bis 1998 zur stark verkleinerten Woiwodschaft gleichen Namens, der Powiat wurde in dieser Zeit aufgelöst. Zum 1. Januar 1999 kam die Gemeinde zur Woiwodschaft Masowien und zum wiedererrichteten Powiat Nowodworski.

## Gliederung
Die Stadt-und-Land-Gemeinde (gmina miejsko-wiejska) Zakroczym gliedert sich in die Stadt selbst und 17 Orte mit Schulzenamt (sołectwo):
Smoszewo
Błogosławie
Czarna
Emolinek
Henrysin
Janowo
Jaworowo-Trębki Stare
Smoły
Strubiny
Swobodnia
Śniadowo
Trębki Nowe
Trębki Stare
Wojszczyce
Wólka Smoszewska
Wygoda Smoszewska
Zaręby
Ein kleinerer Ort ist Mochty-Smok.